# Placas de identificação de veículos em Belize

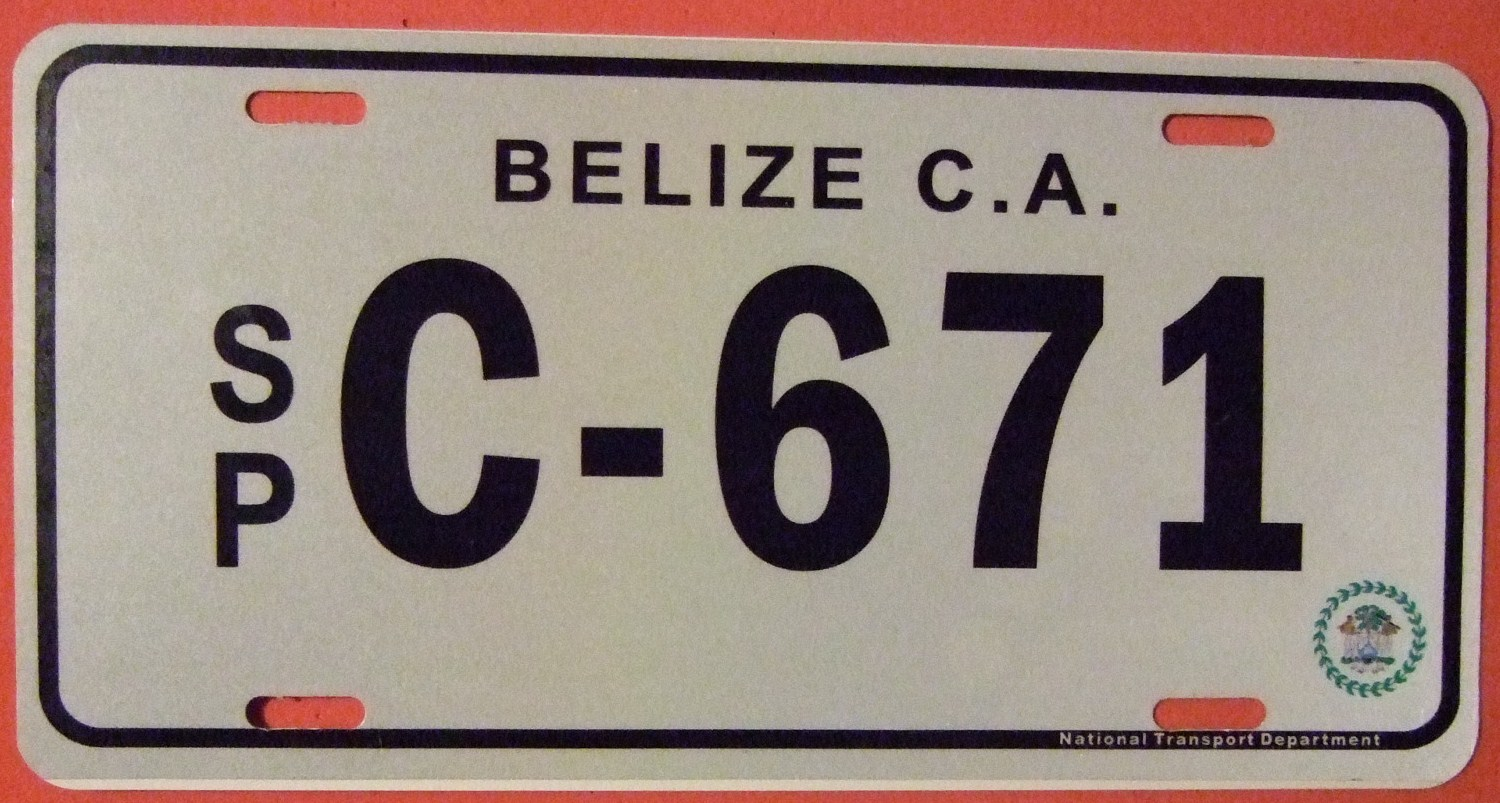
Placa belizenha emitida na localidade de San Pedro em 2010.

As placas de identificação de veículos em Belize são a forma pela qual os veículos motorizados no país centro-americano são registrados. As placas atuais são fabricadas no tamanho padrão norte-americano de 6 × 12 polegadas (152 × 300 mm), tipicamente com a inscrição BELIZE, C.A. na parte superior e o nome da localidade na parte inferior.